# 테살로니키 국제 영화제

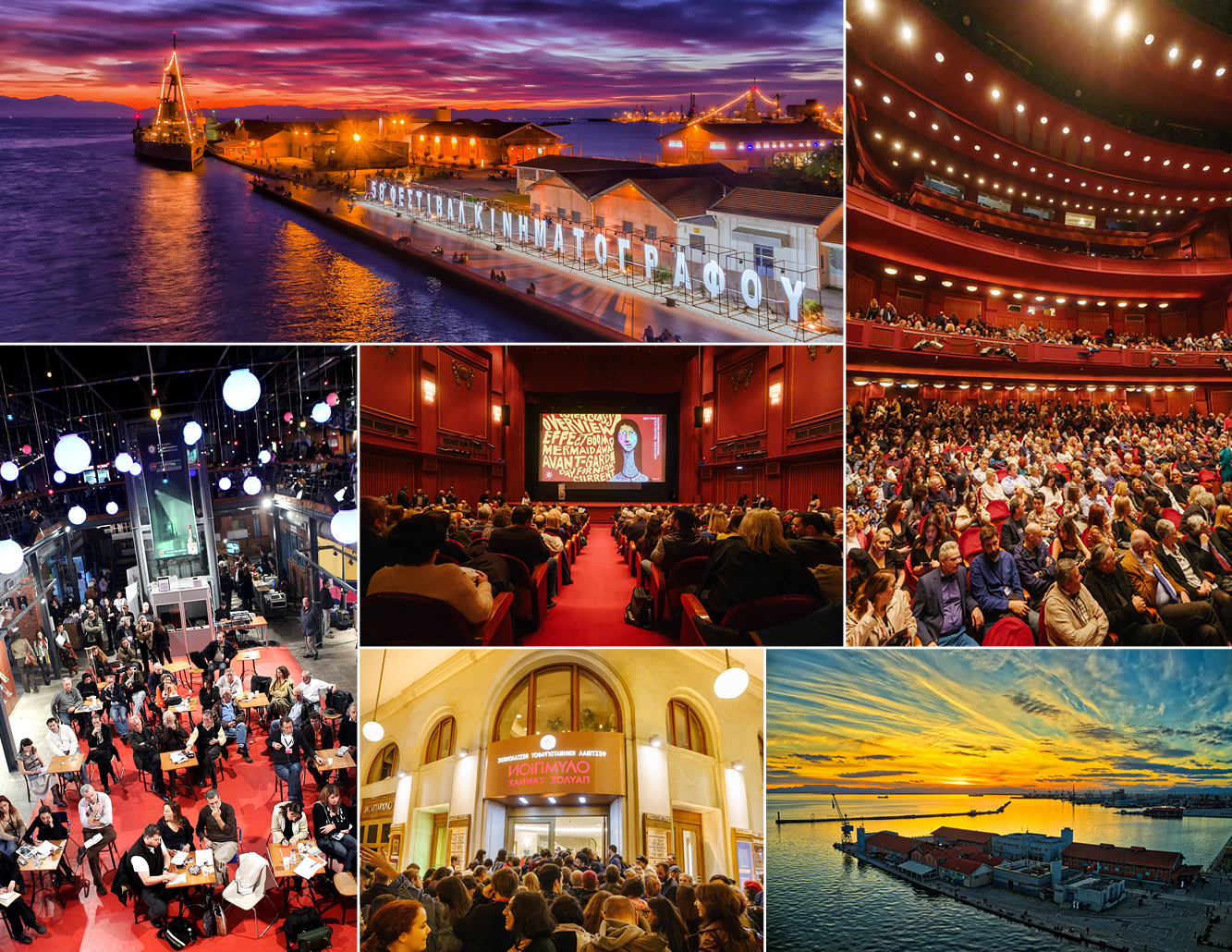

테살로니키 국제 영화제(영어: Φεστιβάλ Κινηματογράφου Θεσσαλονίκης, 영어: Thessaloniki International Film Festival)는 그리스 테살로니키에서 매년 11월에 열리는 국제 영화제이다. 발칸반도에서 가장 큰 영화제로, 특히 신인 감독 발굴에 주력하고 있다.

## 같이 보기
- 그리스 영화
- 영화제 목록